# Monique Vlaminck-Moreau
Monique Vlaminck-Moreau (Pont-à-Celles, 9 september 1949) is een voormalig Belgisch lid van het Waals Parlement.

## Levensloop
Vlaminck-Moreau werd beroepshalve onderwijzeres. Als militant van Ecolo werd ze in november 1991 verkozen tot provincieraadslid van Henegouwen en zou dit blijven tot in juni 1999.
Van 1999 tot 2004 zetelde zij namens het arrondissement Charleroi lid van het Waals Parlement en van het Parlement van de Franse Gemeenschap. Nadat ze in 2004 niet meer herkozen werd, werd ze opnieuw actief als onderwijzeres.